# Sergio Domínguez
Sergio Domínguez Rodríguez (* 2. August 1979 in Parla) ist ein ehemaliger spanischer Straßenradrennfahrer.
Sergio Domínguez fuhr 2001 für das spanische Radsportteam Colchon Relax-Fuenlabrada als Stagiaire, bekam dort aber keinen Profivertrag. Im Jahr darauf gewann er bei der Vuelta a Extremadura eine Etappe und die Gesamtwertung, sowie ein Teilstück beim Circuito Montañés. 2003 wurde Domínguez Erster der Gesamtwertung bei der Vuelta a Alicante, gewann eine Etappe und die Gesamtwertung bei der Volta a Coruña sowie eine Etappe bei der Volta a Galicia. In der Saison 2004 gewann er jeweils eine Etappe beim Circuito Montañés, bei der Bizkaiko Bira und bei der Vuelta a Avila. 2005 fuhr Domínguez für das spanische Continental Team Spiuk-Semar und gewann den Circuito Montañés. Im Jahr darauf wechselte er zu der Mannschaft 3 Molinos Resort. In der Saison 2007 gewann er jeweils eine Etappe bei der Volta a Coruña und bei der Volta a Galicia.

## Erfolge
2002
- eine Etappe und Gesamtwertung Vuelta a Extremadura
- eine Etappe Circuito Montañés

2003
- eine Etappe Volta a Galicia

2004
- eine Etappe Circuito Montañés

2005
- Gesamtwertung Circuito Montañés

2007
- eine Etappe Volta a Galicia

## Teams
- 2001 Colchon Relax-Fuenlabrada (Stagiaire)
- 2005 Spiuk-Semar
- 2006 3 Molinos Resort